# Eonia

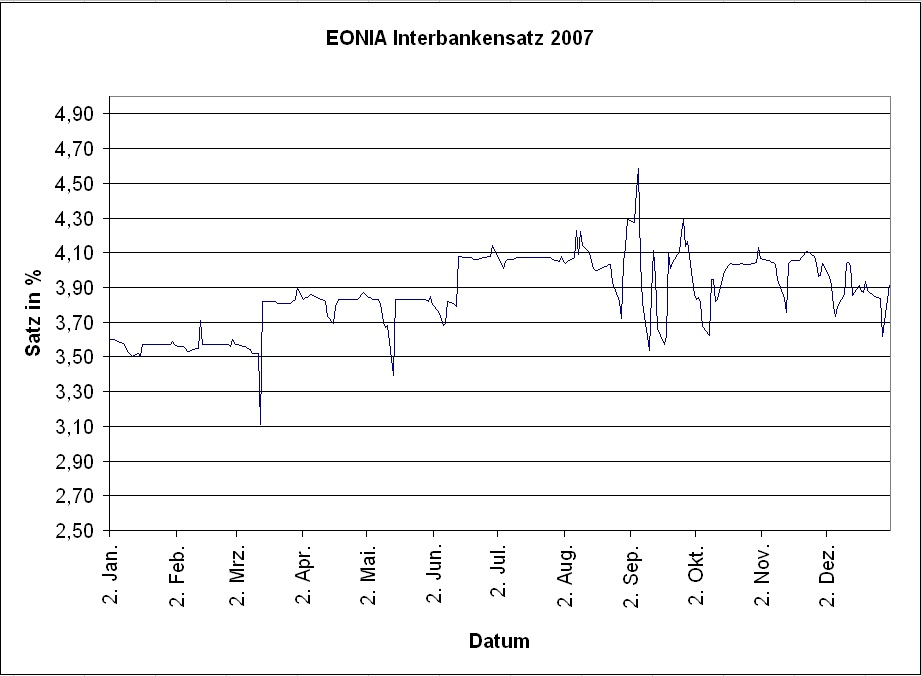
Evolución del tipo interbancario EONIA en 2007

El índice medio del tipo del euro a un día (tb. media del índice del euro durante la noche) (siglas en inglés: EONIA; ‘Euro OverNight Index Average’) (o, simplemente eonia) se calcula como una media ponderada de todas las operaciones de préstamo a un día sin garantía en el mercado interbancario realizadas en la Unión Europea y los países de la Asociación Europea de Libre Comercio (AELC) por los bancos del panel.
Las diferencias fundamentales con el Euribor son primero, que este último corresponde a operaciones con plazos determinados que exceden el día y que mientras que el Eonia se elabora a partir de las operaciones realizadas, el Euribor se elabora a partir de los precios ofertados para la demanda y oferta de capitales entre entidades. 
Lo calcula el Banco Central Europeo (BCE) de datos suministrados por un panel de instituciones de crédito.
Es un tipo de referencia usado en numerosas operaciones de productos derivados.
El presidente del Banco Central Europeo anunció el 13 de septiembre que este índice dejará de utilizarse en el año 2020 y será sustituido por el €STR. 